# الحزب الشيوعي السوري - بكداش
الحزب الشيوعي السوري - بكداش تأسس عام 1972 بعد خلافات بين أجنحة الحزب الشيوعي. وانضم إلى الجبهة الوطنية التقدمية منذ تأسيسه؛ وهو ممثل في مجلس الشعب السوري. يترأسه حاليا عمار بكداش الذي تولى رئاسة الحزب بعد وفاة والدته وصال فرحة بكداش.
له عدد من النواب في مجلس الشعب السوري ومعروف بمعارضته أي شكل من أشكال الخصخصة وتصويته ضد قانون الاستثمار رقم 10، يتبنى في فكره النهج الماركسي اللينيني حيث أن أمين عام الحزب السابق خالد بكداش عارض البيروسترويكا التي آتى بها رئيس الاتحاد السوفيتي ميخائيل غورباتشوف وهو البلد الأساسي الداعم للأحزاب الشيوعية قبل تفككه. يصدر عن الحزب الشيوعي عدة مطبوعات أهمها:
- جريدة صوت الشعب وهي جريدة نصف شهرية.
- مجلة الطليعة وهي مجلة فصلية.

ويتفرع عن الحزب الشيوعي منظمات مستقلة وهي:
- براعم نيسان.
- رابطة النساء السوريات لحماية الأمومة والطفولة.
- اتحاد الشباب الديمقراطي السوري.

## الحزب الشيوعي السوري والدولة
رغم أن الحزب الشيوعي السوري في تحالف الجبهة الوطنية التقدمية في سوريا التي تقضي بالسماح للحزب بالعمل داخل معظم قطاعات الشعب باستثناء الطلاب إلاّ أنّه بقي لفترة طويلة بعيد عن كل ما اتفق عليه في الجبهة حتى بداية الألفية الثانية حيث سمح للحزب ببيع منشوراته علنا في المكتبات علما أن الحزب ممثل في مجلس الشعب السوري ويُعتبر من التكتلات التي أخذت دورها بعد تسلم الرئيس السوري بشار الأسد السلطة في سوريا حيث قام بالعديد من الإصلاحات أهمها توفير مناخ الحرية لكل المنظمات والأحزاب الوطنية في سوريا ولا زال الحزب ممثل بمجلس الشعب رغم أنه معروف بمعارضته الدائمة لكل ما يمس مصالح الشعب من قوانين استثمار وانفتاح اقتصادي على حساب القطاع العام ولا يخفي معارضته في منشوراته العلنية.

### موقف الحزب من الأحداث في سوريا
دعّم الحزب الشيوعي السوري قبل إنشقاقه الحركة التصحيحية بقيادة الرئيس حافظ الأسد، ورغم انتقاده الكثيف لسياسات حزب البعث الحاكم إلاّ أنّه بقي متمسكاً بسياسة الأسد في كل مراحل حكمه ودعم الرئيس بشار الأسد منذ توليه السلطة وكان من أبرز داعميه مع انطلاق الأزمة السورية عام 2011، وكان داعماً له في انتخابات الرئاسة السورية عام 2014 وفي انتخابات شهر أيار 2021 كان من أوائل الأحزاب التي أصدرت بياناً رسمياً لدعم الرئيس الأسد.

## التمثيل في مجلس الشعب السوري
| سنة الانتخاب | النسبة من المقاعد الإجمالية | ±  |
| ------------ | --------------------------- | -- |
| 2007         | 5 / 250                     |    |
| 2012         | 8 / 250                     | ▲3 |
| 2016         | 2 / 250                     | ▼6 |